# Enrico Nardi

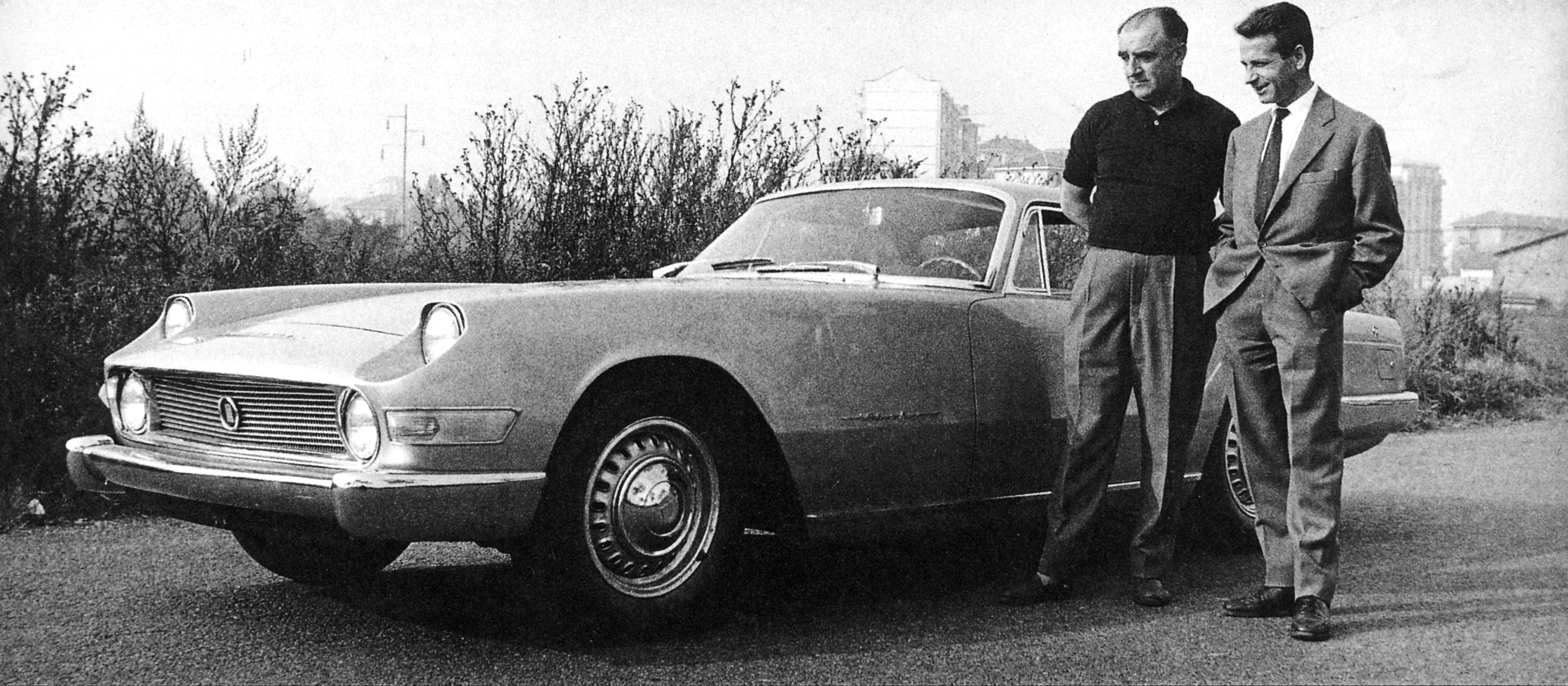
Nardi e Giovanni Michelotti a destra, con la Plymouth Silver Ray del 1960

Enrico Nardi (Bologna, 31 gennaio 1907 – Torino, 23 agosto 1966) è stato un pilota automobilistico e designer italiano fondatore dell'omonimo produttore di volanti classici e sportivi.

## Biografia

### Gli inizi
Ha lavorato per l'azienda Lancia tra il 1929 e il 1937 nel reparto camion e come pilota automobilistico e, più tardi, come consigliere di Vincenzo Lancia. È stato abbastanza vittorioso come pilota fino al 1932, quando, assieme ad Augusto Monaco, ha creato la Nardi-Monaco Chichibio.
Nardi stesso ha gareggiato nella Mille Miglia, condividendo una Fiat 508 Balilla con J. McCain nel 1935 e con M. Trivero nel 1936, così come una Lancia Augusta Berlina con Vittorio Mazzonis nel 1937 e una Lancia Aprilia Speciale nel 1938 con Pier Ugo Gobbato (1918-2008), il figlio del direttore generale dell'Alfa Romeo Ugo Gobbato.
Lavorando alla Scuderia Ferrari dal 1937 al 1946, Nardi è diventato conosciuto per aver preparato la Fiat 508 (telaio per la Auto Avio Costruzioni 815 del 1940) e averne compiuto lo sviluppo a seguito del design di Massimino; ha anche guidato una 815 con il proprietario Lotario Rangoni nella Mille Miglia del 1940.

### Nardi-Danese

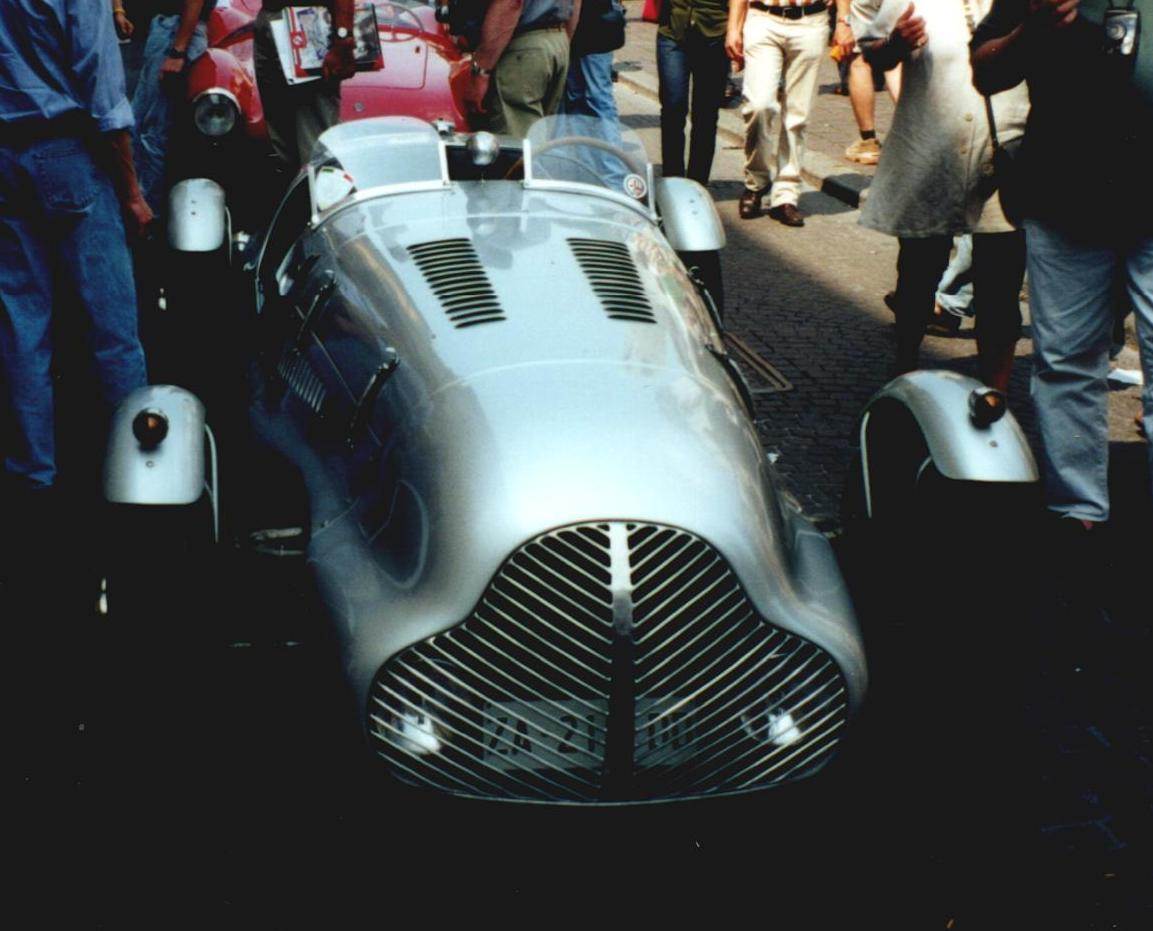
Una Nardi-Danese del 1947

Dopo la Seconda Guerra Mondiale, lui e Renato Danese hanno fondato un'officina in Via Vincenzo Lancia a Torino, costruendo auto da corsa, prototipi e design speciali per piccole serie.
- 750 Nardi
- Nardi-Danese 1500 sport.[5] Installata per il pilota romano Marco Crespi, 8 cilindri come nella Auto Avio Costruzioni 815.
- Alfa Romeo 6C 2500 variazioni

Nardi ha corso nelle monoposto nella corsa in salita Coppa d'Oro delle Dolomiti, vincendo nel 1947 e 1948. Il pilota si è anche iscritto con tre piloti nella Targa Florio del 1952, ma non riuscì a terminare la gara

### Nardi & C. S.a.S.

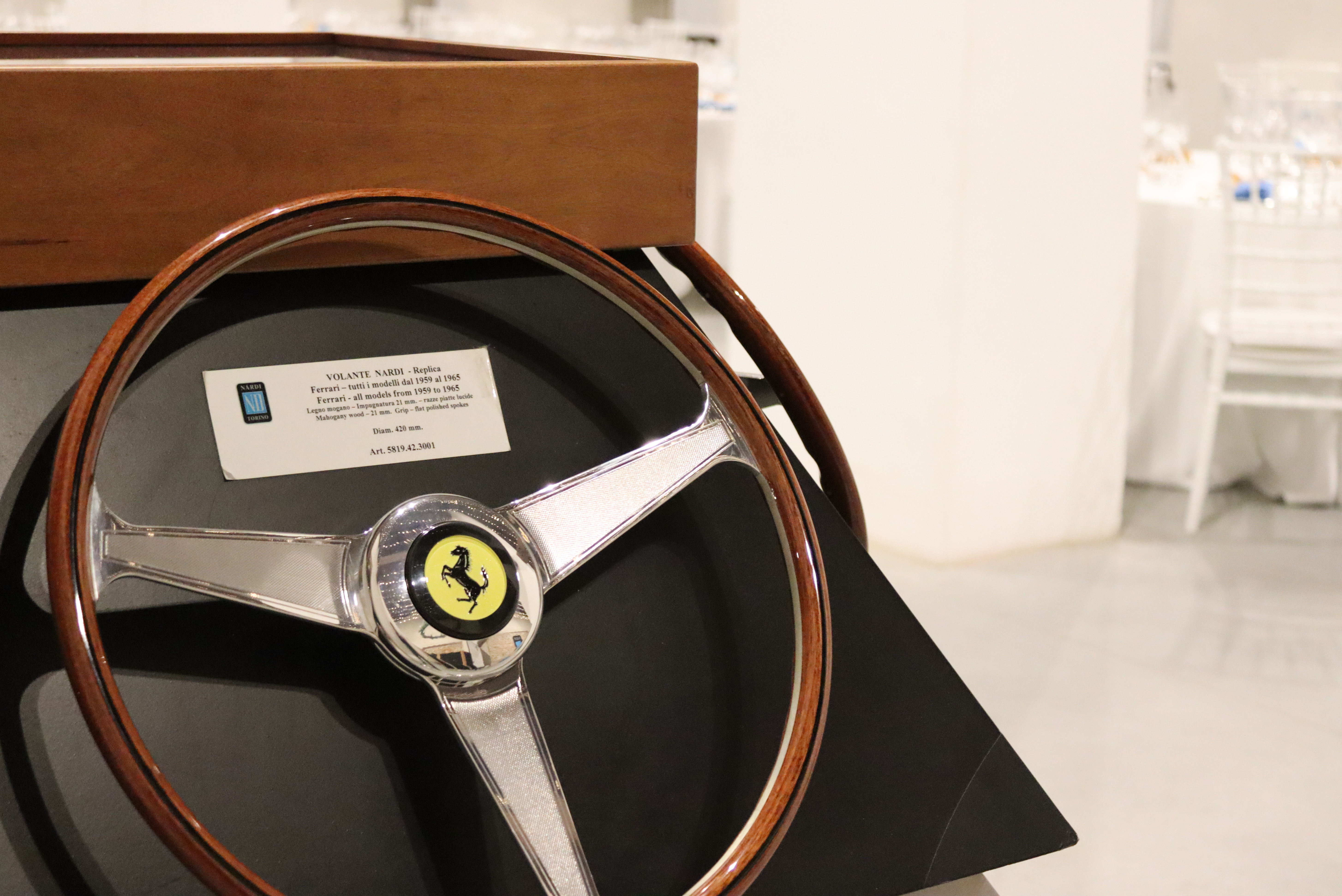
Replica dei volanti realizzati per la Ferrari tra il 1959 e il 1965

La sua officina è stata fondata in Via Lancia nel 1951, focalizzandosi su prototipi ed equipaggiamenti di "tuning".
Alcuni suoi prototipi sono:
- un prototipo di F2 sviluppato con Gianni Lancia (1952).[6]
- due prototipi Raggio Azzurro (Blue Ray), disegnati da Michelotti e costruiti da Vignale nella quarta serie di Lancia Aurelia (B20 nel 1955 e B24 nel 1958).[7][8]
- la 4CV, un prototipo alimentato da un motore Panthard da 750 cc per Le Mans (1953), così come la 750 LM Crosley (1950-54). Una 750 Spider è stata presentata al trentasettesimo salone di Parigi (1950), telaio di Pietro Frua.[9]
- La Bisiluro Damolnar è stata costruita da Mario Damonte, Carlo Mollino e Nardi usando un motore Gianni. Ha corso a Le Mans nel 1955[10] ed è attualmente nel Museo della Scienza e della Tecnologia "Leonardo da Vinci" a Milano.
- La Nardi Vignale 750 su derivazione Fiat 600 disegnata da Michelotti del 1956, di cui c'era anche una versione derivata Abarth e che venne prodotta dalla fine del 1959 in Spagna dalla Nardi Spagnola.[11]
- la Silver Ray, una Plymouth Golden Commando con un motore V8 da 350 bhp, con una carrozzeria disegnata da Michelotti per William Simpson of Coral Gables FL (1960).[10]
- la Vergano Speciale monoposto di F3 con motore Carrù 500 bicilindrico di cui ha fornito il telaio tubolare tra il 1951 ed il 1952.
- la monoposto con componenti di una VW Maggiolino, prototipo di Formula Vee per Hubert Brundage (1959).[12]La Nardi Bisiluro conservata presso il Museo nazionale della scienza e della tecnologia di Milano

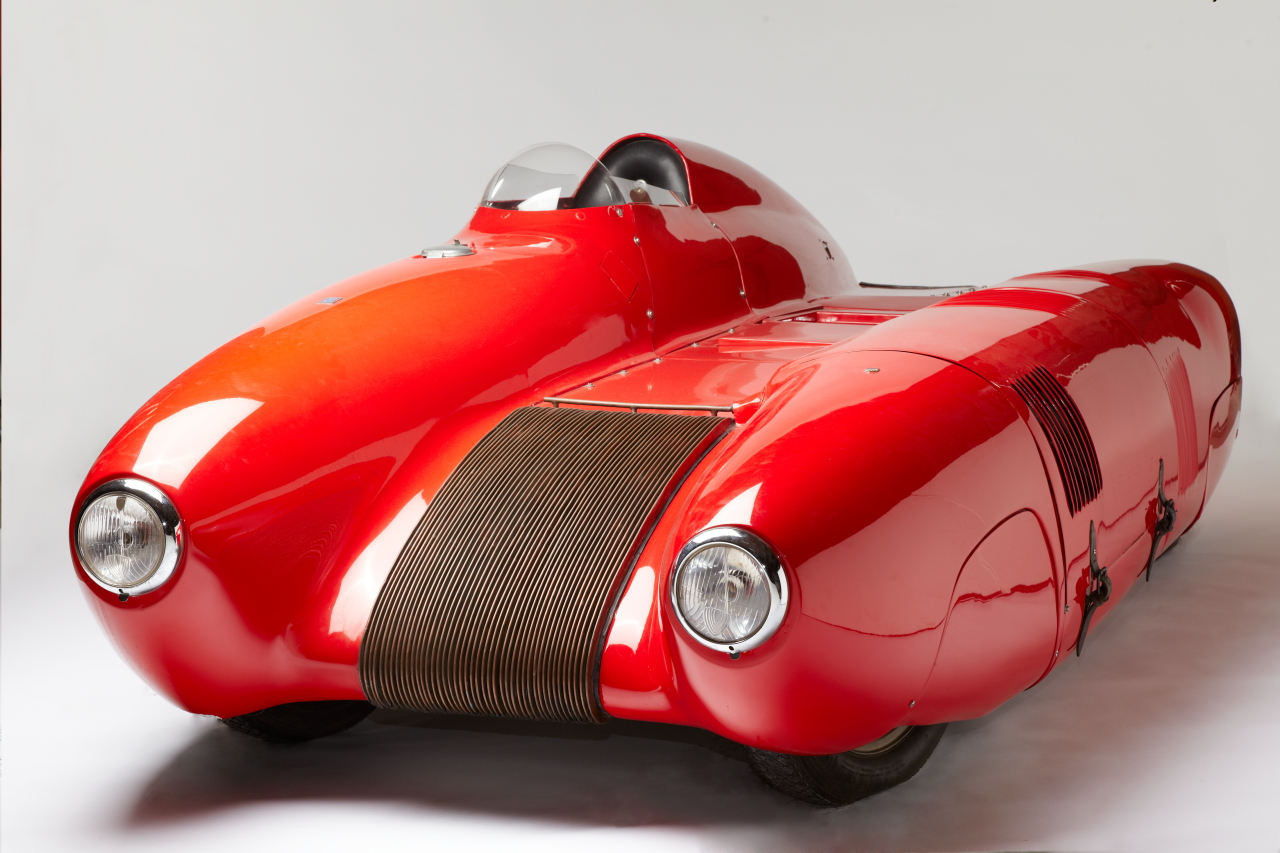
La Nardi Bisiluro conservata presso il Museo nazionale della scienza e della tecnologia di Milano

### Volanti e componenti
Officine Nardi ha cessato di lavorare con prototipi automobilistici verso la fine degli anni '50 e si è specializzata in componenti che migliorano la velocità come collettori, alberi a gomiti, alberi a camme. L'officina è diventata famosa per il volante Nardi, inizialmente nel 1951 usando la noce ma principalmente usando il legno di mogano africano. Il volante Nardi è stato montato la prima volta su una Pegaso 1952.
Nardi ha anche prodotto delle conversioni per una leva del cambio nei modelli Peugeot 403 e 404.
Enrico Nardi è morto per sepsi causata da gas di un tubo di scappamento; dopo di lui la sua officina è stata gestita da Barbero (1966-69) e Iseglio. Il marchio Nardi è stato in seguito acquisito dalla Personal, e fa oggi parte del gruppo Nardi-Personal.